# Banco Estatal de Vietnam
El Banco del Estado de Vietnam (en vietnamita: Ngân hàng Nhà nước Việt Nam) es el banco central de Vietnam. Actualmente posee una participación de alrededor del 65% de VietinBank, el banco más grande del país por capital. 

## Historia

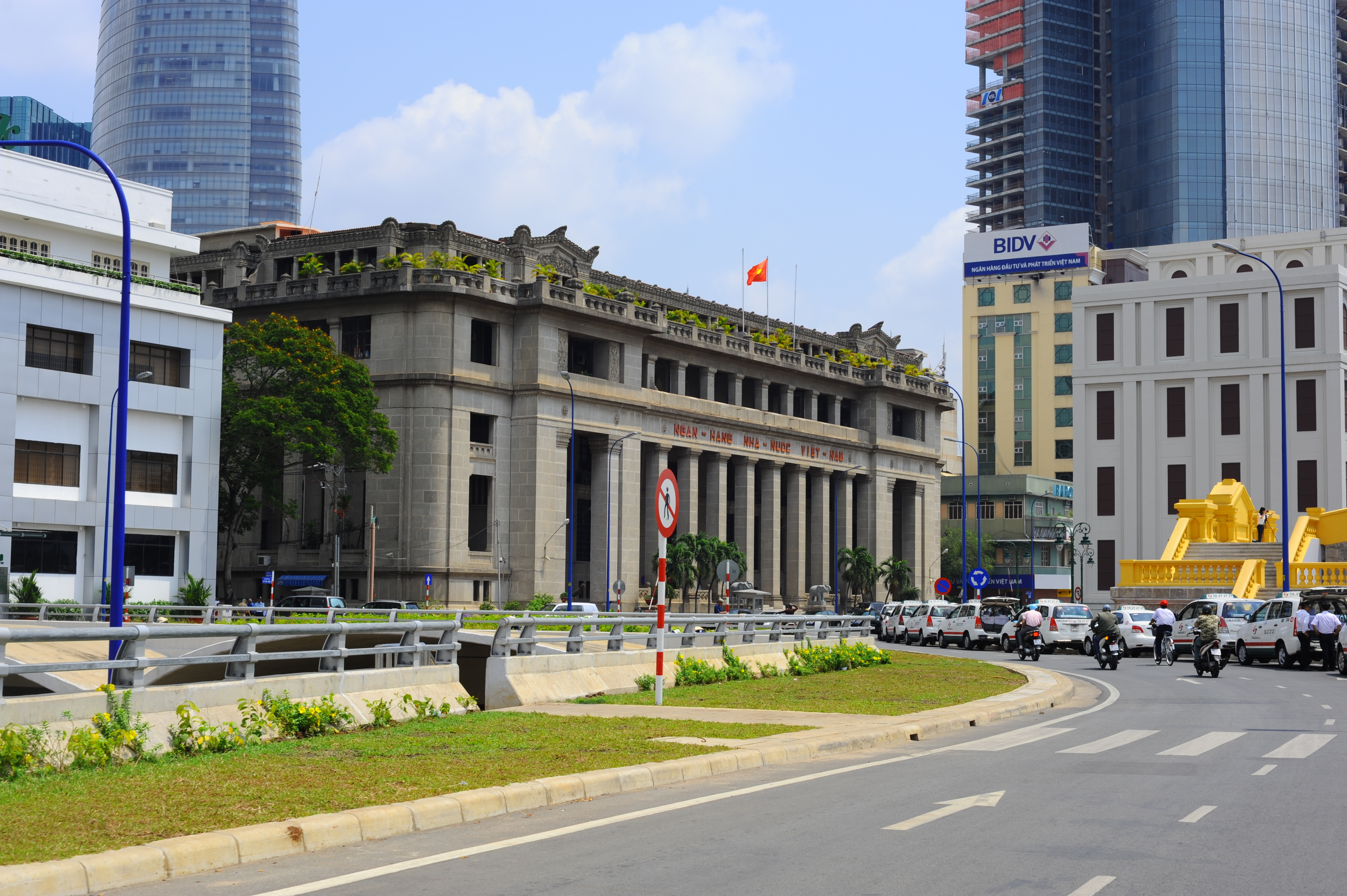
Sucursal del Banco del Estado en Saigón.

Cuando Indochina estaba bajo el dominio francés, el gobierno colonial gobernó el sistema monetario de Indochina a través del Banco de Indochina, que también actuó como un banco comercial en la Indochina francesa. Después de la Revolución de agosto de 1945, el gobierno de la República Democrática de Vietnam intentó gradualmente ejercer un sistema monetario independiente de Francia. El 6 de mayo de 1951, el presidente Hồ Chí Minh firmó el decreto 15 / SL sobre el establecimiento del Banco Nacional de Vietnam (Ngân hàng Quốc gia Việt Nam). El 21 de enero de 1960, el gobernador del banco firmó una ordenanza en nombre del primer ministro para cambiar el nombre del banco a Banco Estatal de Vietnam (Ngân hàng Nhà nước Việt Nam).
Después de la caída de Saigón, las dos Vietnams se unieron, pero hasta julio de 1976 no se unieron las administraciones e instituciones de ambos países. En julio de 1976, el Banco Nacional de Vietnam (el banco central de la República de Vietnam ) se fusionó con el Banco Estatal de Vietnam. 
En la era de la liberalización de Doi Moi, se reformó el sistema bancario de Vietnam. Se crearon nuevos bancos, comenzando con el Banco Industrial y Comercial de Vietnam (VietinBank, ahora el mayor banco cotizado) y el Banco Vietnam para la Agricultura en 1988, y el papel del Banco del Estado se fue reduciendo gradualmente al de un banco central. En 1990, una ordenanza reorganizó el banco estatal y redefinió su función como: «en nombre del Estado, de administrar el dinero, el crédito y las operaciones bancarias en todo el país para estabilizar el valor del dinero, y es la única agencia con poder. para circular la moneda de la República Socialista de Vietnam». Si bien el Banco del Estado continuó prestando a empresas estatales en los años siguientes, ahora ha sido ampliamente reemplazado en el respeto por otros bancos estatales y por bancos privados.

## Gobernadores del Banco Estatal de Vietnam
| Gobernador        | desde | hasta    |
| ----------------- | ----- | -------- |
| Nguyễn Lương Bằng | 1951  | 1953     |
| Lê Viết Lượng     | 1953  | 1964     |
| Tạ Hoàng Cơ       | 1964  | 1974     |
| Ệng Việt Châu     | 1974  | 1976     |
| Hoàng Anh         | 1976  | 1978     |
| Tronar Dng        | 1978  | 1981     |
| Nguyễn Duy Gia    | 1981  | 1986     |
| Lữ Minh Châu      | 1986  | 1989     |
| Cao Sỹ Kiêm       | 1989  | 1997     |
| Nguyễn Tấn Dũng   | 1997  | 1999     |
| Lê Đức Thúy       | 1999  | 2006     |
| Nguyễn Văn Giàu   | 2006  | 2011     |
| Nguyễn Văn Bình   | 2011  | 2016     |
| Lê Minh Hưng      | 2016  | 2020     |
| Nguyễn Thị Hồng   | 2020  | Presente |

Fuente: Sitio web Banco Estatal de Vietnam